# Княгницький Павло Юхимович
Княгницький Павло Юхимович (27(15).01.1884–10.09. 1937) — радянський військовий діяч, комдив (1935). Народився в м. Тирасполь Херсонської губернії (нині місто в Молдові) в сім'ї міщанина (колишнього вахмістра), який займався дрібною торгівлею. Закінчив Комратське реальне училище, Академію мистецтв і Миколаївське військове інженерне училище (Петроград; нині м. Санкт-Петербург). Від серпня 1917 — у російській армії: прапорщик на Румунському фронті. Від 1917 — член РСДРП(б) — ВКП(б).
1917 — комісар Румчероду. Від початку 1918 — у Червоній армії (див. Радянська армія), брав участь у боях із румунськими і німецькими військами. В липні–вересні 1918 — командир бронепоїзда, у вересні–жовтні 1918 — начальник штабу, в листопаді 1918 — червні 1919 — командир 9-ї армії, яка вела бої з військами А.Денікіна. В листопаді 1919 — липні 1920 — начальник 58-ї стрілецької дивізії, що вела бої з військами Директорії. Від жовтня 1920 — нач. 9-ї окремої дивізії внутрішньої служби, від грудня 1920 — командир окремої зведеної Чернігівської бригади.
1921–22 — слухач Вищих військових академічних курсів (Москва). Від вересня 1922 — командир 51-ї Перекопської дивізії, від жовтня 1924 — помічник командира 14-го стрілецького корпусу. 1927–28 — нач. і військовий комісар Київської військової школи ім. С.Каменєва. Від 1 вересня 1928 — комендант і військовий комісар Київського укріпрайону.
Нагороджений 2-ма орденами Червоного Прапора, орденом Червоної Зірки.
11 червня 1937 заарештований, 9 вересня 1937 виїзною сесією Військової колегії Верховного суду СРСР винесено смертний вирок, наступного дня страчений. Реабілітований у післясталінський період.